# 休眠
休眠是生物生命週期中生长、发育以及活动暂时停止的时期。此時生物體的代谢減少，从而有助於生物體保存能量。休眠往往与环境条件有關。當惡劣的環境即將出現时，有些生物體就開始進入休眠階段。例如许多植物會通過光週期現象和温度的下降得知冬季即將到来，此後有些生物體便開始休眠。再比如有些植物的种子为了避开恶劣的自然环境而不会立即萌发，它們需要隔一段时间才会发芽。